# San Vicente Tancuayalab
San Vicente Tancuayalab är en ort i Mexiko.   Den ligger i kommunen San Vicente Tancuayalab och delstaten San Luis Potosí, i den sydöstra delen av landet, 260 km norr om huvudstaden Mexico City. San Vicente Tancuayalab ligger 44 meter över havet och antalet invånare är 6 444.
Terrängen runt San Vicente Tancuayalab är platt, och sluttar österut. Runt San Vicente Tancuayalab är det ganska glesbefolkat, med 34 invånare per kvadratkilometer. Närmaste större samhälle är Tanquián de Escobedo, 14,7 km sydväst om San Vicente Tancuayalab. Trakten runt San Vicente Tancuayalab består till största delen av jordbruksmark.